# Americana (São Paulo)
Americana és un municipi brasiler de l'Estat São Paulo, emplaçada vora el riu Piracicaba, al nord de São Paulo.
Fundada originalment per immigrants dels Estats Confederats d'Amèrica el 27 d'agost de 1875, avui dia és un focus important de la inversió a Brasil. Amb força de treball cualificada en diversos sectors, la ciutat es destaca com un dels principals fabricants de teixits de Llatinoamèrica.
El municipi mesura 133,630 km² i té una població de 237.247 habitants, segons el cens del 2022.